# Мой любимый враг
«Мой любимый враг» (нем. Mein liebster Feind — Klaus Kinski; другое название «Мой лучший враг — Клаус Кински») — документальный фильм режиссёра Вернера Херцога, вышедший на экраны в 1999 году и посвящённый его совместной работе с актёром Клаусом Кински (1926—1991). Лента получила номинации на премию Европейской киноакадемии и приз Чикагского кинофестиваля за лучший документальный фильм.

## Сюжет
Фильм начинается с упоминания о выступлениях Кински на сцене. Передвигаясь по стране, он читал монологи о жизни Иисуса Христа. Кински отказался от участия в одном из таких «туров Иисуса» ради съёмок в первом его фильме у Херцога — «Агирре, гнев божий» (1972). Впоследствии он снялся ещё в четырёх фильмах: «Носферату — призрак ночи» (1978), «Войцек» (1979), «Фицкарральдо» (1982), «Зелёная Кобра» (1988).
В фильме представлены вырезанные при монтаже кадры из фильмов, воспоминания Херцога о сложных взаимоотношениях с Кински, интервью. Помимо Херцога своими воспоминаниями о работе с Кински делятся актёры Клаудия Кардинале, Хусто Гонсалес и Эва Маттес, фотограф Бит Прессер и другие.